# Clint Mansell
Clint Mansell (ur. 7 stycznia 1963 w Coventry) – brytyjski muzyk i kompozytor. Karierę muzyczną rozpoczął jako wokalista i gitarzysta zespołu Pop Will Eat Itself. Dzięki uprzejmości swojego przyjaciela, reżysera Darrena Aronofsky’ego, Clint zadebiutował w filmie π, nagrywając do niego ścieżkę dźwiękową. Następnym dziełem jakie stworzył była ścieżka do Requiem dla snu z motywem przewodnim Lux Aeterna, dzięki której artysta zdobył wielki rozgłos. Kompozycje, które napisał do tego filmu pojawiały się również często w zwiastunach, najbardziej znaną wersją jest Requiem for a Tower, stworzona na potrzeby zwiastuna do drugiej części Władcy pierścieni Petera Jacksona.
Przy ścieżce dźwiękowej do filmu Źródło Darrena Aronofsky’ego kompozytor pracował z grupą rockową Mogwai. Muzykę przygotował on sam, a następnie, już w Szkocji, wspólnie z zespołem zarejestrował materiał. W 2007 roku soundtrack ten otrzymał nominację do nagrody Złotych Globów.

## Filmografia
- 1998: Pi
- 2000: Requiem dla snu (Requiem for a Dream)
- 2001: Światowy podróżnik (World Traveler)
- 2001: Bunkier (The Hole)
- 2001: Synowie mafii (Knockaround Guys)
- 2002: Porzucona (Abandon)
- 2002: Śmiertelna wyliczanka (Murder by Numbers)
- 2002: Every Night the Same Thing
- 2002: Sonny
- 2002: The Hire: Ticker
- 2003: 11:14
- 2004: Suspect Zero
- 2005: Sahara
- 2005: Doom
- 2006: Źródło (The Fountain)
- 2007: As w rękawie (Smokin' Aces)
- 2008: Zapaśnik (Wrestler)
- 2009: Moon
- 2010: Czarny łabędź (Black Swan)
- 2013: Stoker
- 2014: Noe: Wybrany przez Boga
- 2016: Twój Vincent
- 2021: Na Ziemi